# Linea di successione al trono d'Assia

Lo stemma della monarchia finlandese

La linea di successione ai troni d'Assia segue il criterio della legge salica.
L'Elettorato d'Assia è stato abolito nel 1866 quando fu annesso al Regno di Prussia, mentre il Granducato d'Assia è stato sciolto nel 1918 al termine della prima guerra mondiale. L'attuale pretendente a entrambi i troni è Donato d'Assia, nato nel 1966, primo figlio maschio del principe Maurizio d'Assia, nonché nipote del principe Filippo, langravio d'Assia, e della principessa Mafalda di Savoia, figlia di Vittorio Emanuele III.
Donato d'Assia, nato nel 1970, primo figlio maschio Maurizio d'Assia, è l'erede di Federico Carlo d'Assia-Kassel, sovrano di Finlandia nel 1918.

## Linea di successione Assia-Kassel
La linea di successione a Donato d'Assia è attualmente:
1. Sua altezza il principe ereditario Maurizio d'Assia, nato nel 2007.
2. Sua altezza il principe Augusto d'Assia, nato nel 2012.
3. Sua altezza il principe Filippo d'Assia, nato nel 1970.
4. Sua altezza il principe Tito d'Assia, nato nel 2008.
5. Sua altezza il principe Cristoforo d'Assia, nato nel 1969.
6. Sua altezza il principe Raniero d'Assia, nato nel 1939.

## Linea di successione Assia-Philippsthal-Barchfeld ed Assia-Philippsthal
Il Langraviato di Assia-Philippsthal-Barchfeld venne annesso al Regno di Prussia nel 1866. Il ramo principale di Assia-Philippsthal si è estinto nel 1925, rendendo così il ramo Barchfeld l'unico superstite della linea Assia-Philippsthal.
La linea di successione a Wilhelm, Principe e Langravio d'Assia, nato nel 1933, è la seguente:
1. Sua altezza il principe Guglielmo d'Assia, nato nel 1963.
2. Sua altezza il principe Guglielmo Ernesto Costantino, nato nel 2005.
3. Sua altezza il principe Filippo Augusto, nato nel 2006.
4. Sua altezza il principe Massimiliano, nato nel 1999.
5. Sua altezza il principe Maurizio, nato nel 2007.
6. Sua altezza il principe Augusto, nato nel 2012.
7. Sua altezza il principe Alessio, nato nel 1977.